# Andrej Zjuzin
Andrej Zjuzin, född 21 januari 1978 i Ufa, Ryssland, är en rysk före detta professionell ishockeyspelare. Han valdes som 2:a spelare totalt i NHL Entry Draft 1996.

## Fotnoter
1. ↑  Eurohockey.com, Eurohockey.com spelar-ID: 4126, läst: 25 april 2022.[källa från Wikidata]